# Most Brdowski
Most Brdowski – most drogowy znajdujący się w Szczecinie, łączący wyspę Ostrów Brdowski z lewym brzegiem Odry Zachodniej na Drzetowie, w regionie ulic Ludowej, Konarskiego i Blizińskiego.
Plany budowy mostu łączącego Ostrów Brdowski z miastem istniały już przed II wojną światową i w latach 60. XX wieku, jednak nie zostały wówczas zrealizowane. Realizacji zamierzenia podjęła się w latach 2014–2015 należąca do gdyńskiej Stoczni Crist spółka Crist Eko, a jego celem miała być głównie obsługa znajdującej się na wyspie fabryki produkującej fundamenty morskich elektrowni wiatrowych. Koszt inwestycji wyniósł około 42 miliony złotych. Trójprzęsłowa konstrukcja ma 200 m długości, posiada dwa pasy ruchu i dwa chodniki. Wysokość żeglugowa pod mostem wynosi 4,8 m.